# ASC Theresianum Mainz

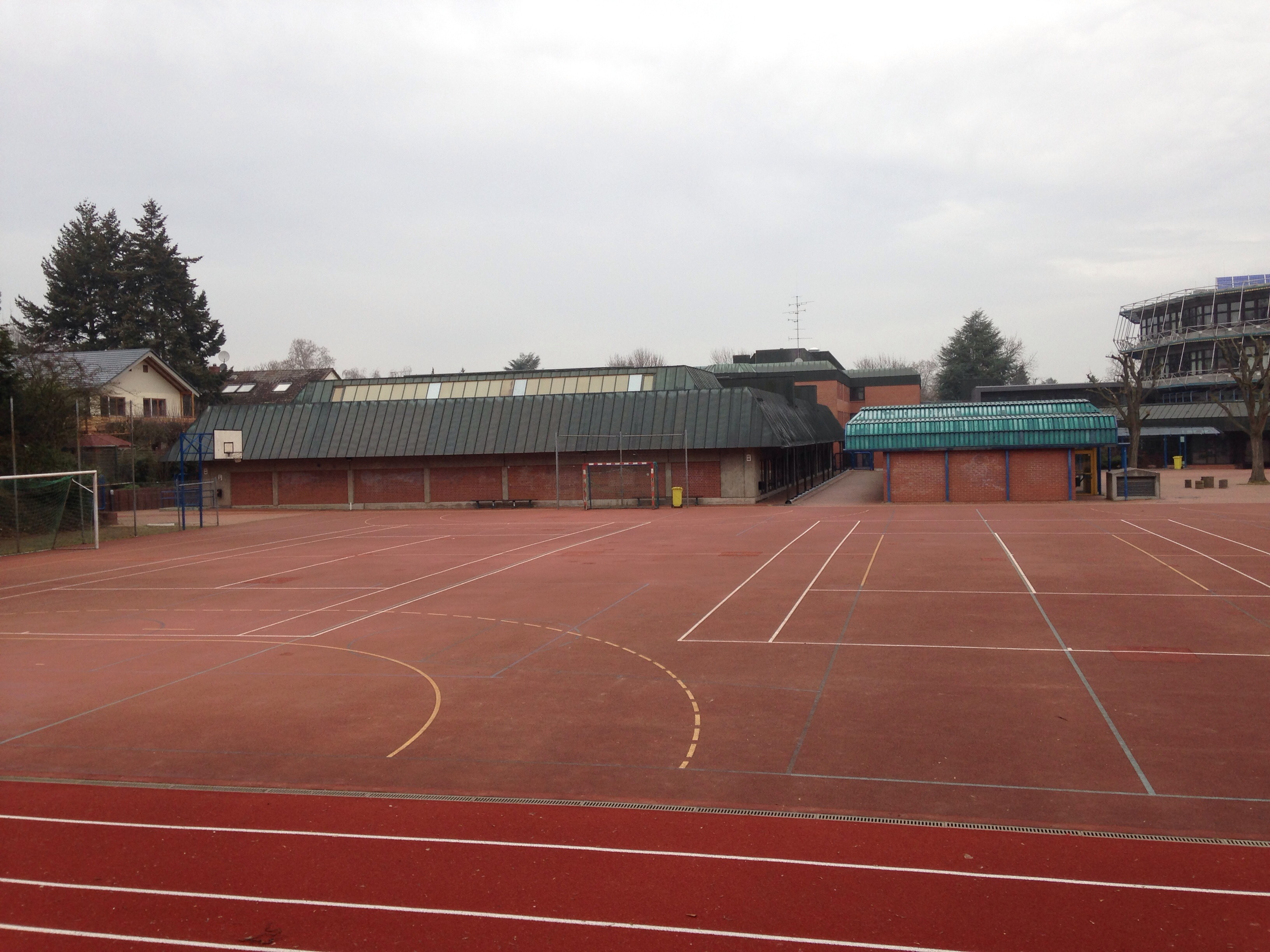
Sporthalle ASC Theresianum Mainz

Der ASC Theresianum Mainz (Allgemeiner Sport Club Theresianum Mainz e. V.) ist ein Mainzer Sportverein.

## Geschichte
Der Allgemeine Sport-Club Theresianum Mainz wurde auf Initiative des ehemaligen Schulleiters des Theresianum, Oberstudiendirektor Alois Nilles, 1983 gegründet.
Die Abteilung Basketball gründete sich 1988 zusammen mit der Basketballabteilung der Sportfreunde Budenheim. 1992 startete der Wettkampfsport in eigener Regie.
Die erste Damenmannschaft stieg 2003 in die 2. Bundesliga auf und spielt dort seitdem mit Ausnahme der Saisons 2006/2007 (1. Bundesliga) und 2017/2018 (Regionalliga).
Die erste Herrenmannschaft spielte seit 1995 in der Regionalliga Südwest/Nord. In den Jahren 1999–2001 sowie in der Saison 2006/2007 spielte das Team in der Zweiten Bundesliga Süd. Seit Einführung der zweigleisigen Regionalliga war der ASC bis zum Abstieg im Jahr 2019 in der 1. Regionalliga vertreten. Unterbrochen wurde dies nur von der Saison 2008/2009 als das Team in der ProB spielte und mit Platz 11 die Klasse halten konnte, das Team aber aus finanziellen Gründen in die Regionalliga zurückgezogen wurde. Mit dem Wiederaufstieg in der Saison 24/25 spielt die ersten Herrenmannschaft, nach einem zwischenzeitlichen Absturz in die Oberliga Rheinland-Pfalz/Saarland, in der Saison 25/26 wieder in der 1. Regionalliga.
Der ASC ist für eine solide Jugendarbeit bekannt. Einige Spieler und Spielerinnen der ersten Mannschaften sind aus der eigenen Jugend hervorgegangen. Bekannteste Beispiele dafür sind die späteren Nationalspieler Patrick Heckmann und Katharina Schnitzler.

## Mannschaften
In der Saison 2022/2023 stellt der ASC Theresianum aus seinen weiblichen Mitgliedern drei Basketballteams im Senioren- und vier im Jugendbereich. Die erste Damen-Mannschaft spielt in der 2. DBBL Süd.
Bei den männlichen Basketballern treten drei Mannschaften im Seniorenbereich an – die erste in der Oberliga Rheinland-Pfalz. Von den neun männlichen Jugendteams spielte die U16 zuletzt in der Saison 2022/23 in der Jugend-Basketball-Bundesliga (JBBL).